# كحلاء شايبة
الكحلاء الشايبة نوع نباتي يتبع جنس الكحلاء من الفصيلة الحمحمية.

## البيئة والانتشار
موطنه تركيا.